# Sông James (Dakotas)

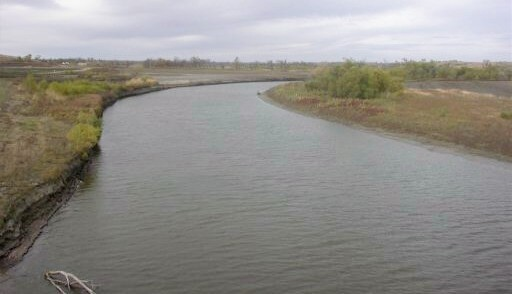
Sông James gần Scotland, Nam Dakota

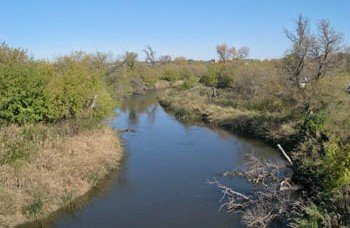
Sông James ở Jamestown, Bắc Dakota

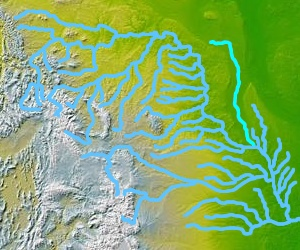
Sông James trên bản đồ của lưu vực sông Missouri

Sông James (cũng gọi là sông Jim hay sông Dakota) là một sông nhánh của sông Missouri, có chiều dài khoảng 710 dặm (1.143 km), ở các tiểu bang Bắc và Nam Dakota. Sông này cấp nước cho một vùng đồng bằng đất thấp của Dakotas giữa hai vùng cao nguyên có tên Coteau du Missouri và Coteau des Prairies.
Sông này bắt nguồn ở Quận Wells, Bắc Dakota, khoảng 16 km phía tây bắc của Fessenden. Một đoạn ngắn của sông chảy theo hướng đông về phía New Rockford, sau đó nhìn chung chảy theo hướng nam đông nam qua đông Bắc Dakota, chảy qua Jamestown, nơi nó gặp một hồ chứa nước lớn được tạo ra bởi đập Jamestown Dam, sau đó sông Pipestem đổ nước vào sông James. Sông chảy vào đông bắc Nam Dakota ở quận Brown, nơi nó lại gặp hai hồ chứa nước đông bắc của Aberdeen.
Tại Columbia, sông Elm góp thêm nước vào con sông này. Sông James sau đó chảy về hướng nam qua đông Nam Dakota, qua Huron và Mitchell, nơi có rạch Firesteel đổ thêm nước vào nó. Phía nam của Mitchell, nó chảy theo hướng đông nam và nhập vào sông Missouri ngay phía đông của Yankton.